# Лето када сам постала лепа
Лето када сам постала лепа (енгл. The Summer I Turned Pretty) америчка је телевизијска серија коју је створила Џени Хан за Amazon Prime Video. Темељи се на истоименој трилогији романа коју је написала Ханова. Лола Танг глуми тинејџерку која се упушта у љубавни троугао са два брата које глуме Кристофер Брајни и Гавин Касалењо.
Продукција је почела 2021. Премијера је приказана 17. јуна 2022. Пре саме премијере серије, обновљена је за другу сезону која је приказана 14. јула 2023. У августу 2023. обновљена је за трећу сезону.

## Радња
На летњем распусту у кући на плажи породичних пријатеља, Бели се поново састаје са својим братом, али и старим пријатељима Џеремајом и Конрадом након чега бива ухваћена у љубавном троуглу.

## Улоге
| Глумац           | Улога            |
| ---------------- | ---------------- |
| Лола Танг        | Бели Конклин     |
| Џеки Чунг        | Лорел Парк       |
| Рејчел Бланчард  | Сузана Фишер     |
| Кристофер Брајни | Конрад Фишер     |
| Гавин Касалењо   | Џеремаја Фишер   |
| Шон Кауфман      | Стивен Конклин   |
| Алфредо Нарсисо  | Кливланд Кастиљо |
| Мини Милс        | Шејла            |
| Колин Фергусон   | Џон Конклин      |
| Том Еверет Скот  | Адам Фишер       |
| Рејн Спенсер     | Тејлор           |
| Елси Фишер       | Скај             |
| Кира Сеџвик      | Џулија           |

## Епизоде

### Преглед серије
| Сезона | Сезона | Епизоде | Епизоде | Оригинална објава | Оригинална објава |
| Сезона | Сезона | Епизоде | Епизоде | Премијера         | Финале            |
| ------ | ------ | ------- | ------- | ----------------- | ----------------- |
|        | 1.     | 7       | 7       | 17. јун 2022.     | 17. јун 2022.     |
|        | 2.     | 8       | 8       | 14. јул 2023.     | 18. август 2023.  |

### 1. сезона (2022)
| Бр. еп. (укупно) | Бр. еп. (у сезони) | Наслов | Редитељ      | Teleplay by                  | Премијера     |
| ---------------- | ------------------ | ------ | ------------ | ---------------------------- | ------------- |
| 1                | 1                  |        | Џеси Перец   | Џени Хан                     | 17. јун 2022. |
| 2                | 2                  |        | Џеси Перец   | Бека Глисон                  | 17. јун 2022. |
| 3                | 3                  |        | Џеф Чан      | Џени Џанг                    | 17. јун 2022. |
| 4                | 4                  |        | Џеф Чан      | Спид Вид                     | 17. јун 2022. |
| 5                | 5                  |        | Ерика Дантон | Марти Скот и Дебора Свишер   | 17. јун 2022. |
| 6                | 6                  |        | Ерика Дантон | Бејан Волкот                 | 17. јун 2022. |
| 7                | 7                  |        | Ерика Дантон | Џени Хан и Габријела Стантон | 17. јун 2022. |

### 2. сезона (2023)
| Бр. еп. (укупно) | Бр. еп. (у сезони) | Наслов | Редитељ         | Teleplay by                 | Премијера        |
| ---------------- | ------------------ | ------ | --------------- | --------------------------- | ---------------- |
| 8                | 1                  |        | Зои Касаветес   | Џени Џанг                   | 14. јул 2023.    |
| 9                | 2                  |        | Зои Касаветес   | Џени Хан                    | 14. јул 2023.    |
| 10               | 3                  |        | Изабел Сандовал | Кристл Дру                  | 14. јул 2023.    |
| 11               | 4                  |        | Изабел Сандовал | Скарлет Кертис              | 21. јул 2023.    |
| 12               | 5                  |        | Софија Такал    | Сабрина Шериф               | 28. јул 2023.    |
| 13               | 6                  |        | Софија Такал    | Кит Антон и Камерон Џеј Рос | 4. август 2023.  |
| 14               | 7                  |        | Меган Грифитс   | Ванеса Рохас                | 11. август 2023. |
| 15               | 8                  |        | Меган Грифитс   | Сара Кучерка                | 18. август 2023. |